# Cindy Oak
Cindy Oak (21 aprile 1961) è un'ex sciatrice alpina statunitense.

## Biografia
Specialista delle prove veloci originaria di Livonia, in Coppa del Mondo la Oak ottenne il primo piazzamento il 21 gennaio 1980 a Bad Gastein in combinata (14ª) e il miglior risultato l'8 gennaio 1981 a Pfronten in discesa libera (6ª); ai Mondiali di Schladming 1982 si classificò 10ª nella discesa libera, suo unico piazzamento iridato, e nella medesima specialità replicò il suo miglior piazzamento in Coppa del Mondo il 13 febbraio dello stesso anno ad Arosa e il 28 gennaio 1984 a Megève (6ª). In quella stessa stagione 1983-1984 in Nor-Am Cup vinse la classifica di specialità e l'ultimo piazzamento della sua carriera agonistica fu il 13º posto ottenuto nella discesa libera di Coppa del Mondo disputata l'8 marzo 1985 a Banff; non prese parte a rassegne olimpiche.

## Palmarès

### Coppa del Mondo
- Miglior piazzamento in classifica generale: 39ª nel 1981

### Nor-Am Cup
- Vincitrice della classifica di discesa libera nel 1984[1]

### Campionati statunitensi
- 1 medaglia (dati parziali):
  - 1 oro[2] (discesa libera nel 1982)